# Liga Amateur de Jalisco
Die Liga Amateur de Jalisco, auch bekannt als Liga de Occidente, war ein Fußballturnier zwischen Vereinen aus dem mexikanischen Bundesstaat Jalisco, das zwischen 1908 und 1943 ausgetragen wurde. Die Liga galt über weite Strecken als der zweitstärkste Fußballwettbewerb Mexikos vor Einführung des Profifußballs. Einen höheren Stellenwert genoss zu jener Zeit lediglich die als Primera Fuerza bezeichnete Hauptstadtliga. Mit Einführung der Primera División im Jahr 1943 wurde die Liga Amateur de Jalisco eingestellt.
Das Problem der Topvereine aus Guadalajara war, dass der Fußball in Jalisco tatsächlich eine Amateurveranstaltung war, während in der Hauptstadt Gelder und andere Vergünstigungen flossen. Dadurch verloren die Vereine aus Jalisco immer wieder ihre besten Spieler an die zahlungskräftigen Teams aus der Hauptstadt. Besonders der Armeeklub Marte und der vom Energieversorgungsunternehmen Luz y Fuerza finanzierte Club Necaxa traten in dieser Beziehung hervor und holten viele Topspieler aus Jalisco zur Bereicherung ihrer Mannschaften in die Hauptstadt. Dies schwächte die besten Vereine aus Guadalajara immer wieder entscheidend.

## Übersicht der Meister und Vizemeister
| Spielzeit | Meister             | Vizemeister         |
| --------- | ------------------- | ------------------- |
| 1908/09   | CD Guadalajara      | Atlético Occidental |
| 1909/10   | CD Guadalajara      | Liceo de Varones    |
| 1910/11   | Liceo de Varones    | CD Guadalajara      |
| 1911/12   | CD Guadalajara      | Liceo de Varones    |
| 1912/13   | Liceo de Varones    | CD Guadalajara      |
| 1913/14   | Liceo de Varones    | CD Guadalajara      |
| 1914/15   | nicht ausgetragen 1 | nicht ausgetragen 1 |
| 1915/16   | nicht ausgetragen 2 | nicht ausgetragen 2 |
| 1916/17   | CD Colón            | CD Guadalajara      |
| 1917/18   | CF Atlas            | CD Colón            |
| 1918/19   | CF Atlas            | CD Guadalajara      |
| 1919/20   | CF Atlas            | CD Colón            |
| 1920/21   | CF Atlas            | CD Guadalajara      |
| 1921/22   | CD Guadalajara      | CF Atlas            |
| 1922/23   | CD Guadalajara      | CF Atlas            |
| 1923/24   | CD Guadalajara      | CF Atlas            |
| 1924/25   | CD Guadalajara      | CD Nacional         |
| 1925/26   | CD Nacional         | CD Guadalajara      |
| 1926/27   | CD Nacional         | CD Guadalajara      |
| 1927/28   | CD Guadalajara      | CD Nacional         |
| 1928/29   | CD Guadalajara      | CD Nacional         |
| 1929/30   | CD Guadalajara      | CD Nacional         |
| 1930/31   | CD Nacional         | CF Atlas            |
| 1931/32   | CD Nacional         | CD Guadalajara      |
| 1932/33   | CD Guadalajara      | Atlético Latino     |
| 1933/34   | CD Nacional         | CF Atlas            |
| 1934/35   | CD Guadalajara      | CF Atlas            |
| 1935/36   | CF Atlas            | CD Nacional         |
| 1936/37   | CD Nacional         | CF Atlas            |
| 1937/38   | CD Guadalajara      | CD Nacional         |
| 1938/39   | CD Nacional         | CD Oro              |
| 1939/40   | CD Oro              | CD Nacional         |
| 1940/41   | Deportivo SUTAJ     | CD Nacional         |
| 1941/42   | CD Rastro           | CD Oro              |
| 1942/43   | CD Oro              | CD Rastro           |

## Meistertitel nach Verein
| Verein           | Titel |
| ---------------- | ----- |
| Guadalajara      | 13    |
| Nacional         | 7     |
| Atlas            | 5     |
| Liceo de Varones | 3     |
| Oro              | 2     |
| Colón            | 1     |
| Rastro           | 1     |
| SUTAJ            | 1     |

## Torschützenkönige
| Saison  | Spieler                   | Verein           | Tore |
| ------- | ------------------------- | ---------------- | ---- |
| 1908/09 | Eugenio Charpenel         | CD Guadalajara   |      |
| 1909/10 | Guillermo Simoni          | CD Guadalajara   |      |
| 1910/11 | Salvador Palafox          | CD Guadalajara   |      |
| 1912/13 | Agustín Valenzuela        | Liceo de Varones | 6    |
| 1913/14 | Daniel Benítez            | Liceo de Varones | 6    |
| 1918/19 | Pedro Fernández del Valle | Atlas            | 7    |
| 1921/22 | Anastasio Prieto          | CD Guadalajara   | 4    |
| 1922/23 | Anastasio Prieto          | CD Guadalajara   | 9    |
| 1923/24 | Daniel Gómez              | CD Nacional      | 6    |
| 1939/40 | Max Prieto                | CD Guadalajara   | 10   |